# Morpho hercules
Morpho hercules är en fjärilsart som beskrevs av Johan Wilhelm Dalman 1823. Morpho hercules ingår i släktet Morpho och familjen praktfjärilar. Inga underarter finns listade i Catalogue of Life.

## Bildgalleri

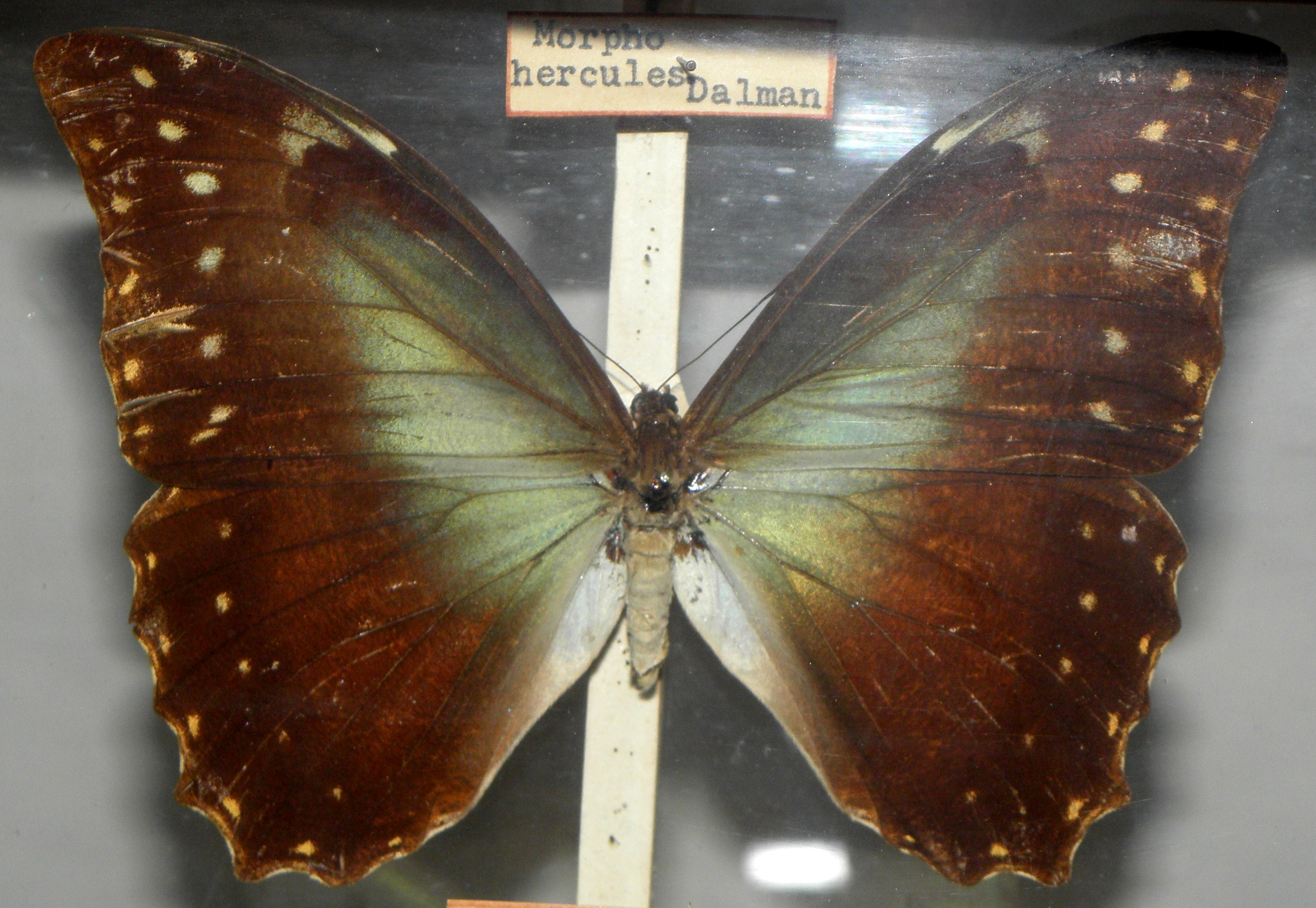
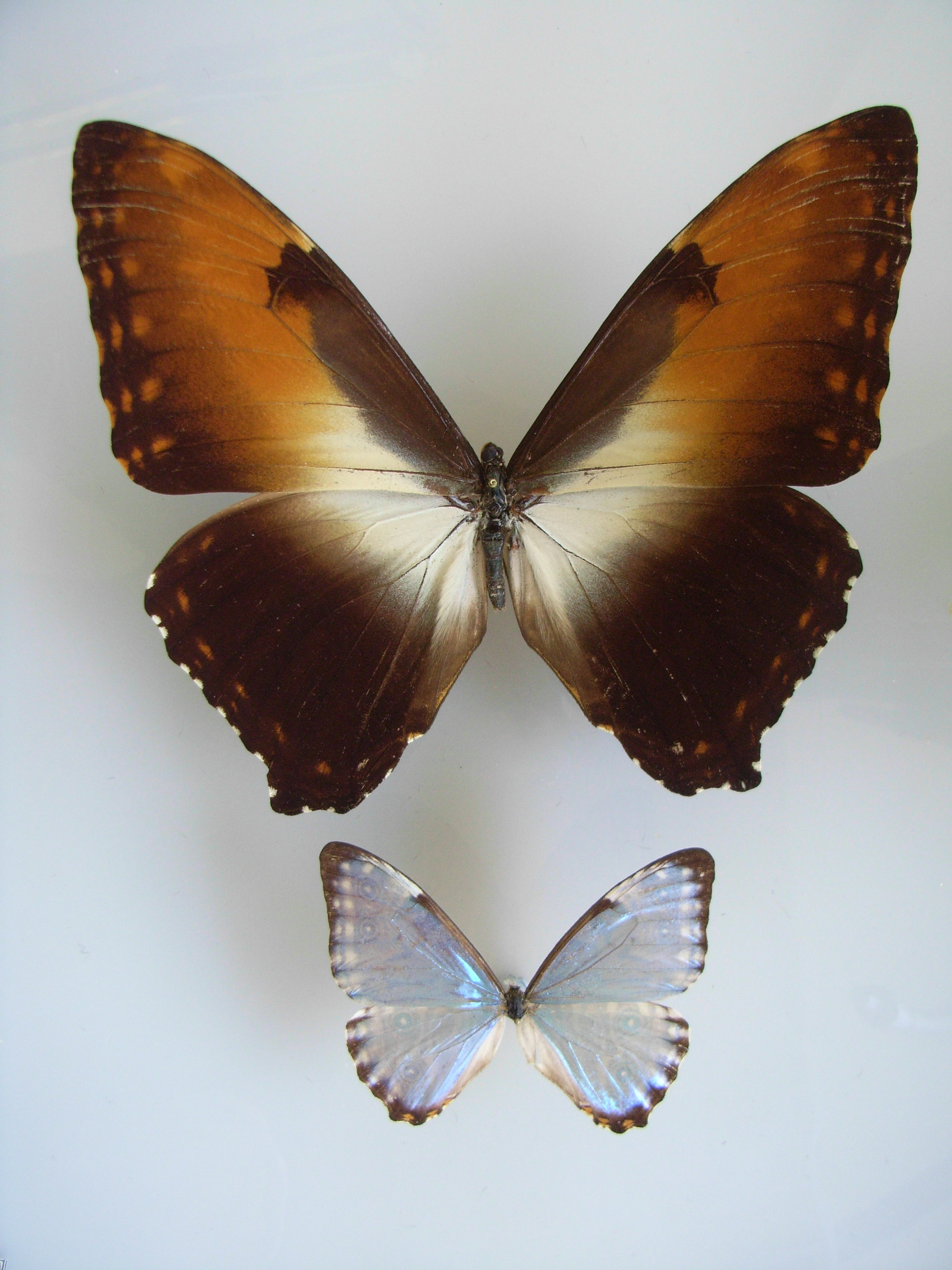
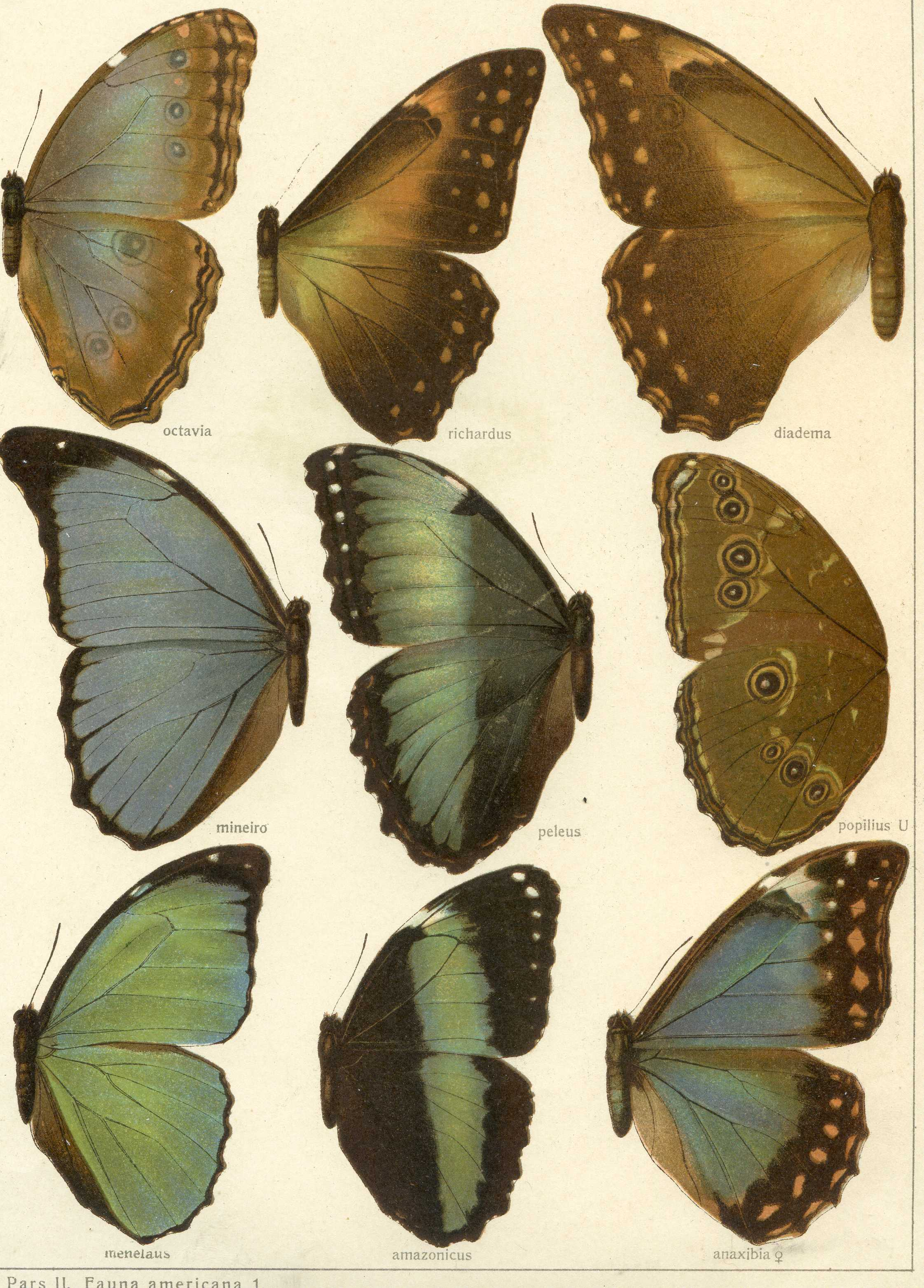